# Vela Jiménez
Vela o Vigila Jiménez (?-?), comte d'Àlaba del c. 870 al d. 883 Alfons III d'Astúries el va nomenar comte d'Àlaba en c. 870 i li va concedir part dels territoris en els quals fins a aquest moment governava Rodrigo, comte de Castella, després de sufocar la rebel·lió del magnat alabès Eglyón en c.868. Se li suposa pertanyent a la família navarresa dels Ximena que pocs anys després va obtenir la monarquia pamplonesa. Es va ocupar de la defensa del comtat alabès tenint com a punt fort la fortalesa de Cellorigo. El 882 Vela Jiménez aconsegueix rebutjar a les tropes d'Al-Mundir de Còrdova a la batalla de Cellorigo. Els seus fills Munio Velaz i Vela Ovecoz van ser també senyors de Cellorigo.